# Catharina Elderink
Catharina (Cato) Elderink (Enschede, 28 februari 1871 – aldaar, 14 juni 1941) was een Nederlandse schrijfster en dichteres in de Twentse streektaal.

## Leven en aanzet tot schrijven
Catharina groeide op met één broer en drie zussen (allen bleven, net als zij, ongetrouwd) in een zekere welstand: ze stamde af van de voorname geslachten Elderink en Blijdenstein. In haar jeugd had ze veel bewondering voor de schrijver Fritz Reuter die in het Nedersaksisch van Mecklenburg-Voorpommeren schreef waar ook het Twents toebehoort. Daarnaast vond ze het mooi om over het leven van het Twentse volk in vroegere tijden te praten met andere tijdgenoten uit dit gebied. Haar familie bezat het oude erve Nijenhoes in Buurse, waar ze vaak naartoe ging. Daarnaast was ze gediplomeerd verpleegster en kwam ze regelmatig op het platteland. Ze sprak in het Enschedese (burger-)dialect en niet in het Buurser (boeren-)dialect, maar dat gaf niets. Dat ze in dialect sprak, gaf een vertrouwensbasis waardoor de verhalen al snel op tafel kwamen. In haar later schrijven zou ze zich vaak verontschuldigen voor haar taalgebruik.
In 1920 ging ze zich meer aan het schrijven wijden. Haar eerste gepubliceerde gedicht uit 1914 verscheen in het (toen zo geheten) Twentsch Dagblad Tubantia.
Cato Elderink is overleden in ziekenhuis Ziekenzorg en daarna begraven op de Oosterbegraafplaats in Enschede.

## Werken

### Over Twente
- Oet et laand van aleer: Twenther vertelsels (1921, herdruk in 1925, 1955 en 1983)
- Twenther leu en laand en lèven (1937), bestaande uit drie delen:
  - In de veldgroond
  - Op ’n esch
  - Et stadslèven
- Over één worden en één blyven (artikel; 1940)

### Familiegeschiedenis Blijdenstein
- Een Twentsch fabriqueur van de achttiende eeuw (1923, heruitgave 1976)
- Het geslacht Blijdenstein (1926, heruitgave 2003)

Elderink verleende ook haar medewerking aan Noaberschopp, het blad van de Duitsch-Nederlandsche Vereeniging.

## Herdenking
Aan de Marktstraat, tussen Walstraat en Oude Markt, in Enschede ligt een gedenksteen voor Cato's ouderlijk huis. Er staat in gegraveerd:
"Hier aan de Marktstraat 7 woonde en werkte de Enschedese schrijfster en dichteres in de streektaal Cato Elderink (1871-1941)"
In 1983 sloeg de Koninklijke Begeer, in een oplage van 12.500, Twentse Daalders. Op de voorkant staat het steigerende Twentse Ros en op de achterkant stond om een krans van eikenbladeren de spreuk van Cato Elderink: "Wat good is wast langzam (sic) as ekenbeume"
In Almelo en Oldenzaal is een straat naar haar vernoemd; de Cato Elderinklaan, In Enschede, in de wijk Hogeland Zuid, midden tussen de Indische straatnamen ligt het Cato Elderinkplantsoen.